# Delph de Denat
Delph de Denat (né le 23 mai 2013) est un étalon Selle français de robe baie, monté en saut d'obstacles par le cavalier Roger-Yves Bost.

## Histoire
Delph de Denat naît le 23 mai 2013, à l'élevage d'Anne-Clausse Fougère, l'élevage de Denat situé à Garat, en Charente, en France.
Il est acheté à 6 mois par Stéphane Thomas des Écuries de la Vallée Noire. Il se fera remarquer à 3 ans, puis Clémentine l'achète sur sa qualité après avoir vu une vidéo de ce cheval lors d'un échauffement[réf. nécessaire]. Au début de sa formation au saut d'obstacles jeunes chevaux, Delph est monté par son copropriétaire Thibault Bazire, avant d'être confié au cavalier international Roger-Yves Bost au début de l'année 2021. Ce dernier l'amène jusqu'au plus haut niveau de compétition, 5*, notamment au Concours de saut international de Grimaud sur des hauteurs de 1,45 m à 1,50 m. 
Le haras des Coudrettes annonce en août 2022 lancer un partenariat avec les familles de cavaliers Bost et Bazire afin que ce cheval puisse rester en concours sous les couleurs françaises. Avec Bost, Delph de Denat est pré-sélectionné pour les Jeux olympiques d'été de 2024.

## Description

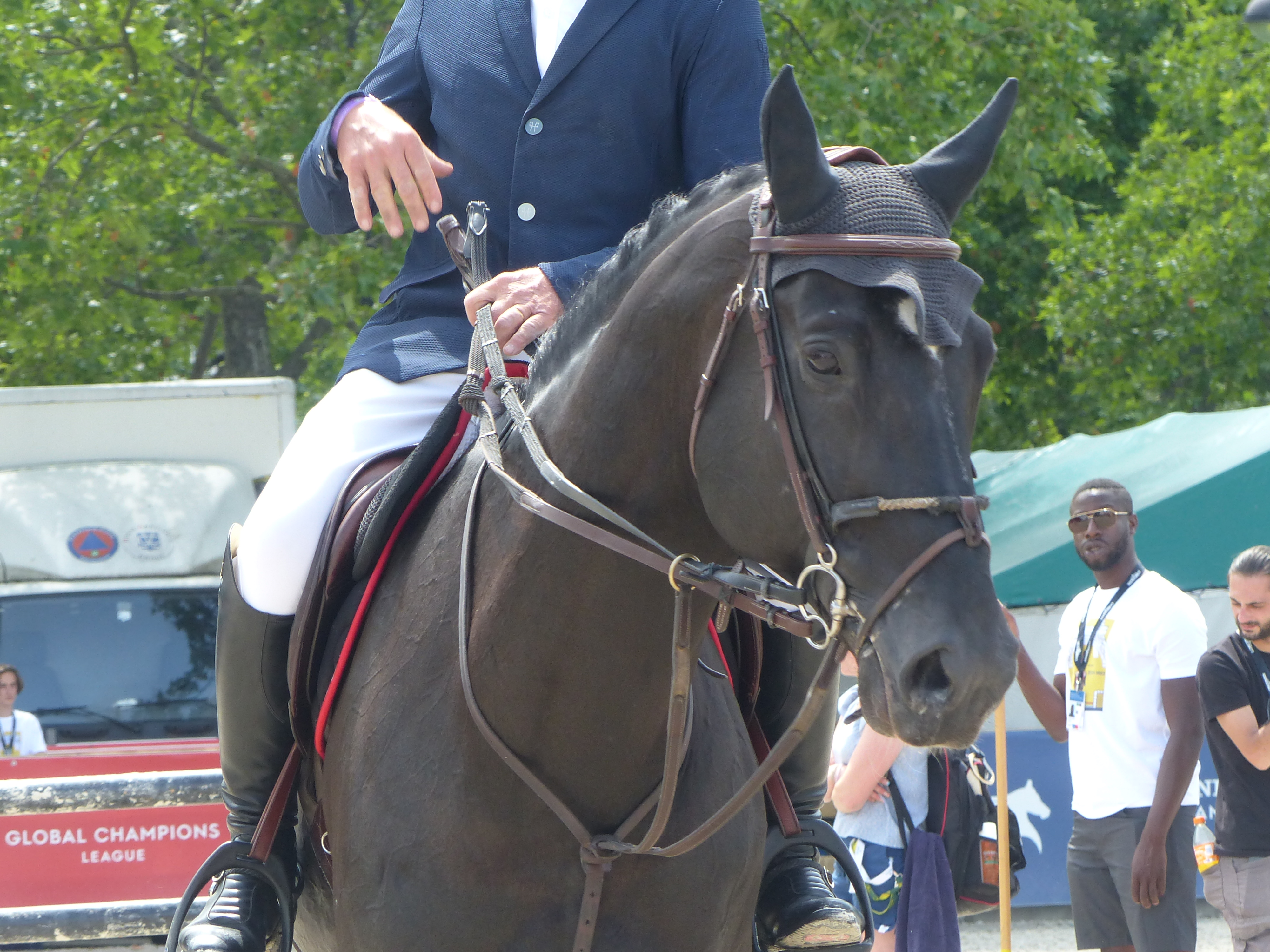
Delph de Denat monté par Roger-Yves Bost au Paris Eiffel Jumping de 2023.

Delph de Denat est un étalon de robe bai foncé, inscrit au stud-book du Selle français.

## Palmarès

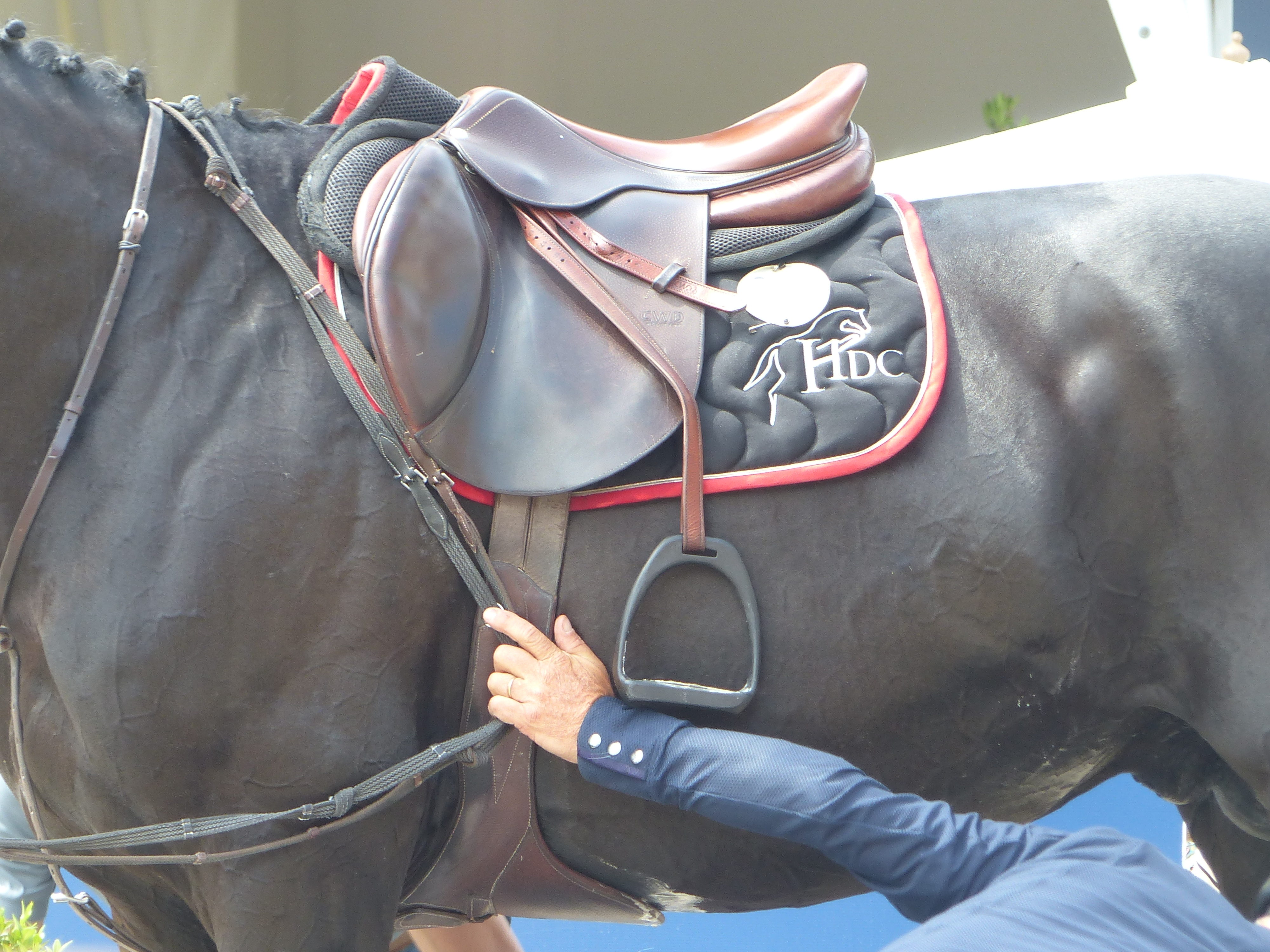
Delph de Denat examiné par Roger-Yves Bost au Paris Eiffel Jumping de 2023.

Il atteint un indice de saut d'obstacles (ISO) de 158 en 2023.
Il termine à la troisième place du Grand Prix du CSI de la ville de Chantilly en juillet de cette même année.

## Origines
Il présente des origines partiellement allemandes et partiellement françaises, puisque c'est un fils de l'étalon Oldenbourg Air Jordan, sa mère Odana de Mars étant une Selle français. Il présente ainsi 45 % d'origines par la race allemande du Hanovrien.

## Descendance
Delph de Denat est le père de Hors la loi Phantom.